# جامع الزهراء (سنحان)
جامع الزهراء، هو مسجد يقع في قرية سيان، مديرية سنحان وبني بهلول التابعة لمحافظة صنعاء في اليمن. يتبع الجامع مركز ومدرسة لتدريس علوم اللغة العربية وتحفيظ وتعليم القرآن الكريم وعلم التفسير والعقيدة والفقه وغيرها من علوم الشريعة الإسلامية. بني الجامع على نفقة الفريق عبد الملك السياني وزير الدفاع والنقل الأسبق في اليمن، وافتُتِح في العام 2000م. يوجد في الجامع ضريح لباني الجامع الفريق السياني المتوفي في 30 أبريل 2021.

## روابط خارجية
موقع الجامع